# Vineyard (Califòrnia)
Vineyard és una concentració de població designada pel cens del Comtat de Sacramento a l'estat de Califòrnia. Segons el cens del 2000 tenia 10.109 habitants.

## Demografia
Segons el cens del 2000, Vineyard tenia 10.109 habitants, 3.267 habitatges, i 2.731 famílies. La densitat de població era de 480,1 habitants/km².
Dels 3.267 habitatges en un 50% hi vivien nens de menys de 18 anys, en un 69,1% hi vivien parelles casades, en un 9,7% dones solteres, i en un 16,4% no eren unitats familiars. En l'11,9% dels habitatges hi vivien persones soles l'1,9% de les quals corresponia a persones de 65 anys o més que vivien soles. El nombre mitjà de persones vivint en cada habitatge era de 3,07 i el nombre mitjà de persones que vivien en cada família era de 3,33.
Per edats la població es repartia de la següent manera: un 32,5% tenia menys de 18 anys, un 5,3% entre 18 i 24, un 36,8% entre 25 i 44, un 19,5% de 45 a 60 i un 5,9% 65 anys o més.
L'edat mediana era de 34 anys. Per cada 100 dones de 18 o més anys hi havia 91,8 homes.
La renda mediana per habitatge era de 65.192 $ i la renda mediana per família de 66.929 $. Els homes tenien una renda mediana de 43.877 $ mentre que les dones 37.195 $. La renda per capita de la població era de 24.178 $. Entorn del 2,1% de les famílies i el 3,2% de la població estaven per davall del llindar de pobresa.

## Poblacions properes
El següent diagrama mostra les poblacions més properes.